# Super Audio CD

Esquema de funcionamento do laser do SACD. Um Super Audio CD usa duas camadas e a distância focal padronizada dos CD players convencionais para permitir que ambos os tipos de leitores leiam os dados.

Super Audio CD (SACD) é um disco áudio óptico apenas de leitura desenvolvido com o objectivo de disponibilizar uma maior fidelidade na reprodução de áudio digital, superando a reprodução do tradicional CD. Introduzido no mercado em 1999, foi desenvolvido pela Sony e Philips, as mesmas companhias que criaram o CD.
Compete com o DVD-Audio mas os dois formatos nunca se popularizaram no mercado de massa sendo restritos aos entusiastas de áudio (audiófilos).

## Descrição Geral
O SACD utiliza uma tecnologia muito diferente da do CD e do DVD para codificar os dados musicais - uma modulação sigma-delta a 1 bit, conhecido como Direct Stream Digital, com uma taxa de amostragem de 2.822.400 Hz (2,82 MHz) - 64 vezes maior que a taxa de amostragem de um CD clássico, que é de 44.100 Hz (44,1 kHz) e 14,7 vezes maior que a máxima taxa de amostragem de um DVD-Audio, que vai até 192.000 Hz (192 kHz).
Os SACDs podem conter som stereo, Surround (normalmente 5.1) ou ambos. De facto, o tão chamado surround não tem de estar no formato 5.1. O antigo sistema quadrifónico 4.0 também será possível, como se pode ver no SACD de 2001, Tubular Bells de Mike Oldfield. A designação correcta para o som surround de um SACD é "multi-canal", e normalmente tem o seu próprio logo "Multi-Ch" na capa de trás.
Há três tipos de SACDs:
- Híbrido: Inclui uma camada compatível com leitores de CDs normais, e uma camada de 4.7GB SACD, lida por leitores de SACD. Este é o género mais habitual.
- Single layer: Semelhante a um DVD-5 DVD, é um SACD de 4.7 GB só com uma camada, sem nenhuma camada de áudio CD. Este é o gênero usado pela Sony.
- Dual layer: Semelhante a um DVD-9 DVD, é constituído por duas camadas SACD, sem nenhuma camada de áudio CD. Este gênero raramente é usado.

## Integração no mercado
Há uma guerra de formatos entre o Super Áudio CD e o DVD-Áudio. Outro desafio é o formato DualDisc. Neste momento o SACD tem um grande interesse por parte dos audiófilos, mas ainda tem pouca aceitação por parte do mercado de massas. Em Maio de 2005, havia aproximadamente 3.000 SACD editados, 40% dos quais são de música clássica. (fonte: http://www.sa-cd.net). Contudo, alguns dos álbuns mais populares foram editados neste formato, onde se incluem a maioria dos álbuns de Peter Gabriel, Bob Dylan e Grateful Dead, o clássico Dark Side of the Moon (the 30th anniversary edition of 2003), dos Pink Floyd, o album A New Day Has Come da cantora Céline Dion e Avalon (the 21st anniversary edition, 2003) dos Roxy Music. Os dois últimos foram editados em SACD para tirar partido das capacidades do formato Multi-Canal. Ambos foram remasterizados em 5.1 surround (deixando a mixagem estereofónica original intacta), e editados como SACDs híbridos, não para se submeterem ao seu principal rival em Multi-Canal, o DVD-Áudio, mas para incentivar  os compradores a trocarem o CD pelo SACD. O seu rival, o DVD-Áudio, tem os seus próprios álbuns de interesse não editados em SACD, pela mesma razão. Fazem parte destes álbuns "The Game" e "A Night at The Opera", dos Queen, "Hotel California" dos The Eagles, Rumours dos Fleetwood Mac entre outros.
Como alguns álbuns são editados apenas num formato híbrido, como a versão remasterizada dos álbuns dos "Rolling Stones", editada em 2002, muitos compradores de música estão a formar uma coleção de SACDs, apesar de não terem equipamento capaz de ler SACD e de não darem grande importância a este formato. No entanto isto dá uma vantagem de partida ao SACD em relação ao DVD-Áudio, que aumentará quando os leitores de SACD forem mais baratos.  Ao mesmo tempo, compradores interessados em SACD acham-no mais atraente se também puder ser reproduzido em leitores de CDs convencionais.
Uma vantagem para o DVD-Áudio é a atual falta de software e hardware para lidar com áudio DSD. A maioria dos receptores AV de som surround conseguem fazer algum processamento em áudio multi-canal, a fim de melhorar a correspondência do alto-falante e a acústica da sala. Contudo, atualmente isto não pode ser feito em áudio DSD sem primeiro o converter para áudio PCM como o usado no DVD-Áudio.
Contudo, há muitos mais compradores a escolher o mais conveniente e com uma qualidade de som menor, como o MP3 e formatos de alta compressão similares, do que a arranjar som de alta qualidade, como o SACD ou o DVD-Áudio. Isto deve-se ao fato de as pessoas ouvirem música fora de casa e não poderem notar as diferenças de qualidade nos equipamentos portáteis. Outra razão é o fato de as pessoas quererem fazer downloads de música: um álbum em MP3 tem cerca de 70 MB, enquanto que em SACD ou em DVD-Áudio tem 4,7 GB.
Os modelos mais antigos do console PlayStation 3 da Sony suportam a reprodução de SACD, mas infelizmente
a terceira geração introduzida em outubro/novembro de 2007 não dá mais suporte ao formato.

## Leitura do disco
As lentes usadas nos leitores de CD convencionais têm uma distância de trabalho mais longa, ou distância focal, que as lentes desenhadas para os leitores de SACD. Isto significa que quando um SACD híbrido é lido num leitor de CD convencional, o feixe do laser passa a camada de alta resolução e é reflectido pela camada convencional aos habituais 1.2 mm de distância, estando a camada de alta densidade fora de focagem. Quando o disco é colocado num leitor de SACD, o laser é reflectido pela camada de alta resolução (à distância de 600 µm), antes de poder alcançar a camada convencional. Do mesmo modo, se um CD convencional for colocado num leitor de SACD, o laser lerá o disco sem nenhum problema, uma vez que não há nenhuma camada de alta resolução.

## DSD
No SACD, o áudio é armazenado num formato chamado Direct Stream Digital (DSD), muito diferente do convencional PCM usado pelo CD ou pelos sistemas de áudio convencionais dos computadores. O DSD é 1-bit, tem uma taxa da amostragem de 2.8224 MHz, e emprega técnicas de quantização do noiseshaping de modo a empurrar o ruído da quantização 1-bit até frequências ultra-sónicas. Isto dá ao formato uma escala dinâmica maior e uma resposta de frequência mais larga do que o CD. Os materiais promocionais sobre SACD fornecido pela Philips e pela Sony sugerem que o sistema é capaz de uma escala dinâmica de 120 decibéis, de 20 hertz a 20 kHz e a uma frequência de resposta estendida até aos 100 kHz, embora a maioria dos leitores tenham um limite máximo de 80–90 kHz.
Devido à natureza dos conversores sigma-delta, não se pode fazer uma comparação directa da escala dinâmica e da frequência de resposta entre o DSD e o PCM. É possível fazer uma aproximação, que colocaria o DSD em alguns aspectos comparável a um formato PCM, que tem uma taxa de amostragem de 20 bits e uma frequência de amostragem de 200 kHz, fazendo efectivamente do DSD um rival do formato PCM de elevada definição, como o DVD-Audio - 24-bit a 192 kHz.
No entanto é de notar que os dois formatos continuam a diferir em termos de fidelidade nos sons de alta frequência, uma vez que o DSD, graças à sua frequência de amostragem elevada, não mostra os típicos efeitos de ringing dos filtros de reconstrução usados com o PCM. Por outro lado, no DSD, devido ao uso de fortes técnicas de noiseshaping, a escala dinâmica diminui rapidamente em frequências acima dos 20 kHz, em oposição ao PCM, onde a escala dinâmica é a mesma em todas as frequências. Contudo, devido aos limites da audição humana(cuja frequência de resposta do ouvido não ultrapassa os 20–22 kHz) ambos os formatos soam igualmente bem (alguns leitores SACD high-end empregam um filtro low-pass opcional ajustado aos 30 kHz, devido a razões da compatibilidade e de segurança, apropriado para as situações onde os amplificadores ou os altifalantes dos agudos utilizados não conseguem entregar um output sem distorção, se harmónicos acima dos 30 kHz estiverem presentes no sinal).

## Comparação entre SACD, DVD-Áudio e CD
Não há evidências de os seres humanos serem sensíveis a frequências mais altas, e a maioria das pessoas com mais de 35 anos são incapazes de ouvir sons acima dos 15–16 kHz e 72 dB. No entanto parece haver um consenso entre os especialistas de Hi-Fi de que a capacidade de um sistema de áudio reproduzir sons acima dos 20 kHz não é necessária para o conteúdo musical em si mesmo. Contudo, pode ajudar com a impressão espacial e temporal, assim como para uma distorção mais baixa de sons de alta frequência, em comparação com os formatos PCM de 44,1-kHZ ou 48 kHz. De facto, ainda há alguma discussão se a modulação sigma-delta de 1-bit é melhor ou pior que o PCM para maior qualidade de áudio.
Dentro dos limites da típica capacidade auditiva humana, o formato comum de áudio digital, incluindo CD, SACD e DVD-Áudio, parece ser equivalentes para ouvintes comuns. Alguns testes independentes falharam em mostrar diferenças "distinguíveis" entre uma faixa ouvida em SACD/DVD-Áudio e a mesma faixa de áudio editada para a taxa de amostragem e escala dinâmica do CD-Áudio. Alguns SACDs híbridos mostraram mesmo ter precisamente o mesmo conteúdo na camada de SACD e na camada de CD, mostrando a falta de ética da parte de algumas editoras discográficas.
Por outro lado, é indiscutível que os filtros antialias e anti-image, necessários para operações lineares de sistemas digitais, produzem atraso de grupo -group delay- ou deslocamento da fase frequência-dependente. Os CDs são criticamente amostrados na frequência de Nyquist, enquanto que tanto o DSD do SACD como o PCM do DVD-Áudio são oversampled. Filtros para sistemas oversampled podem ser desenhados com dramaticamente menos group delay do que com processos de amostragem críticos, resultando numa resposta de fase significativamente mais linear. A maioria dos engenheiros de áudio concorda que este é o principal benefício oferecido pelo DSD e pelo PCM de alta resolução.
Poucos sistemas caseiros de som conseguem reproduzir com rigor sons acima dos 20 kHz, e a maioria das faixas de gravação são desenhadas por volta deste limite. A música pop moderna é tipicamente comprimida para uma pequena percentagem da escala dinâmica máxima disponível, e assim não se beneficiaria da escala dinâmica prolongada disponível no SACD ou DVD-Audio. Em comparação, os desempenhos acústicos das músicas jazz, folk, clássica e alternativa podem definitivamente beneficiar da falta de compressão da amplitude que a escala dinâmica estendida possibilita.
Cada vez mais, os sistemas de som caseiros são multicanal, e esta simples característica é a mais importante, quando consideradas as diferencas entre o CD e os novos formatos. Os CDs são estéreo, e tanto o SACD como o DVD-Áudio permitem som multicanal. Mais, o SACD pode ser compatível com os leitores de CD já existentes, tal como o DVD-Áudio é compatível com leitores de DVD-Vídeo.
Argumentou-se que o SACD e o DVD-Áudio são apenas tentativas de adicionar protecção anticópia a álbuns, em vez de serem melhorias efectivas nas tecnologias de gravação e de audição. Contudo, nas mãos de um engenheiro de som competente, os formatos SACD e DVD-Áudio proporcionam várias características adicionais que podem criar uma experiência de audição  única.

## Proteção anti-cópia
O SACD tem um dispositivo anticópia a um nível físico, que neste momento faz deste formato um formato praticamente impossível de copiar com perfeição. Este inclui uma encriptação de 80 bit do ficheiro áudio, com uma chave codificada numa área especial do disco que só é possível de ser lida por um aparelho licenciado de SACD. O SACD não pode ser tocado num computador, nem podem ser criados SACD s, com exceção de facilidade de licença de replicação do disco. Copiar a música ainda é possível por meios analógicos (por exemplo, ligar o output de um leitor de SACD ao input de um gravador de CD), mas fazer isto dará uma cópia imperfeita uma vez que a conversão de digital para analógico é perdedora.
Especula-se que talvez seja possível capturar o sinal digital após o estágio de desencriptação, mas antes do estádio de conversão de digital para analógico de um leitor de SACD, o que tornaria possível criar uma cópia perfeita de um SACD. Mas, uma vez que alguns novos leitores de SACD têm IEEE 1394 (também chamado FireWire ou i.Link) DSD outputs digitais, talvez seja possível obter os dados em bruto a partir dessa ligação. O mecanismo de proteção usado é o Digital Transmission Content Protection - DTCP (proteção de transmissão digital de conteúdos), que pode ser usado nos modos "Copiar uma vez" ou "Nunca copiar". É improvável, contudo, que as regras da licença de utilização permitam alguma coisa para além do uso do modo "Nunca copiar".